# Aly Muritiba
Aly Muritiba (Mairi, 20 de febrer de 1979) és un cineasta brasiler, guanyador del premi Global Filmmaking del Festival de Sundance de 2013 com a director de llargmetratge "O Homem que Matou a Minha Amada Morta" i del seu curtmetratge A Fábrica, a ser semifinalista dels Premis Oscar de 2013 en la categoria de millor curt d'acció en directe, quedant fora de la llista definitiva dels cinc nominats a guanyar l'estatueta.

## Biografia i carrera
El cineasta va néixer a l'interior de Bahia i el 1998 es va traslladar a São Paulo per estudiar Història a la USP. Poc després, es va traslladar a Curitiba amb la intenció d'estudiar Comunicació i Cultura a la UTFPR i Cinema i TV a la Facultat d'Arts del Paraná.
En la seva filmografia hom pot destacar: "Circular", "A Fábrica", "O Homem que Matou a Minha Amada Morta", "Com as Próprias Mãos", "Revolta" i "Poemas Inúteis", entre d'altres.
El 2013, la seva pel·lícula "O Pátio" va ser l'únic representant llatinoamericà en la Setmana de la Crítica del 66è Festival Internacional de Cinema de Canes.
El 2015 va estrenar Para Minha Amada Morta, que va guanyar set premis al Festival de Brasília i als de Mont-real (Canadà) i San Sebastià. La pel·lícula es va estrenar als cinemes del Brasil el 31 d'abril de 2016.
L'octubre de 2021, Deserto Particular fou pre-seleccionada per representar Brasil als Premis Oscar de 2022.